# Отервил (Илиноис)
Отервил (енгл. Otterville) град је у америчкој савезној држави Илиноис. По попису становништва из 2010. у њему је живело 126 становника.

## Демографија
Према попису становништва из 2010. у граду је живело 126 становника, што је 6 (5,0%) становника више него 2000. године.
| Група             | 2000.       | 2010.       |
| Белци             | 113 (94,2%) | 125 (99,2%) |
| Афроамериканци    | 0 (0,0%)    | 0 (0,0%)    |
| Азијати           | 0 (0,0%)    | 0 (0,0%)    |
| Хиспаноамериканци | 3 (2,5%)    | 0 (0,0%)    |
| Укупно            | 120         | 126         |